# Hilara goetzei
Hilara goetzei är en tvåvingeart som beskrevs av Chvala 2005. Hilara goetzei ingår i släktet Hilara och familjen dansflugor. Inga underarter finns listade i Catalogue of Life.